# 水温躍層

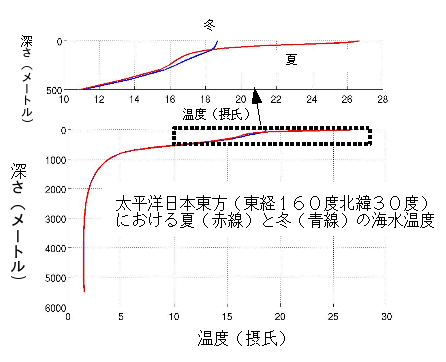
太平洋日本東方（東経160度北緯30度）に見られる水温躍層。夏（7月から9月、赤線）と冬（1月から3月、青線）の平均的な海水温と深さの関係を示す。夏に季節水温躍層が 50 メートル付近に見られる。これとは別に 500 メートルから 1000 メートル付近で温度が急激に変化している主水温躍層が見られる。

水温躍層（英語: thermocline, thermal layer; 湖ではmetalimnionとも）は、海洋や湖沼内部で、深さに対して急激に水温が変化する水面近くの層。

## 概要
水面直下の表面層（surface layer）は熱交換の作用を受けやすく、水温が高い傾向がある。また雲で覆われたり風浪のある海域では、海面直下に等温層が存在するのが通常である。この等温層は、海面付近の水が風や波の影響によって混合されることによって生じるため、混合層 (mixed layer) と称される。一方、海面が長時間静穏で日射が続くようなときには、混合層は消失し、深度とともに水温が下がってゆくことになる。
このように、深度の変化とともに水温が変化する層のことを水温躍層と称し、季節の変化を強く受ける季節水温躍層（seasonal thermocline）と、季節の変化を比較的受けにくい主水温躍層（main thermocline）に分けられる。夏季と秋季のあいだは表面層/混合層の水温が高いため、季節水温躍層は強力ではっきりしているが、冬季・春季および北極海では、表面層/混合層の水温が下がることもあって、これと渾然一体となり、区別がなくなる。主水温躍層では、深海の冷たい層の水温勾配を上回る大きな水温勾配が存在する。
この躍層から海底までのあいだには、水温39 °F (4 °C)と一定になる深海等温層（deep isothermal layer）が存在する。高緯度海域では、この深海等温層が海面近くまで達している。

## 音波伝播への影響

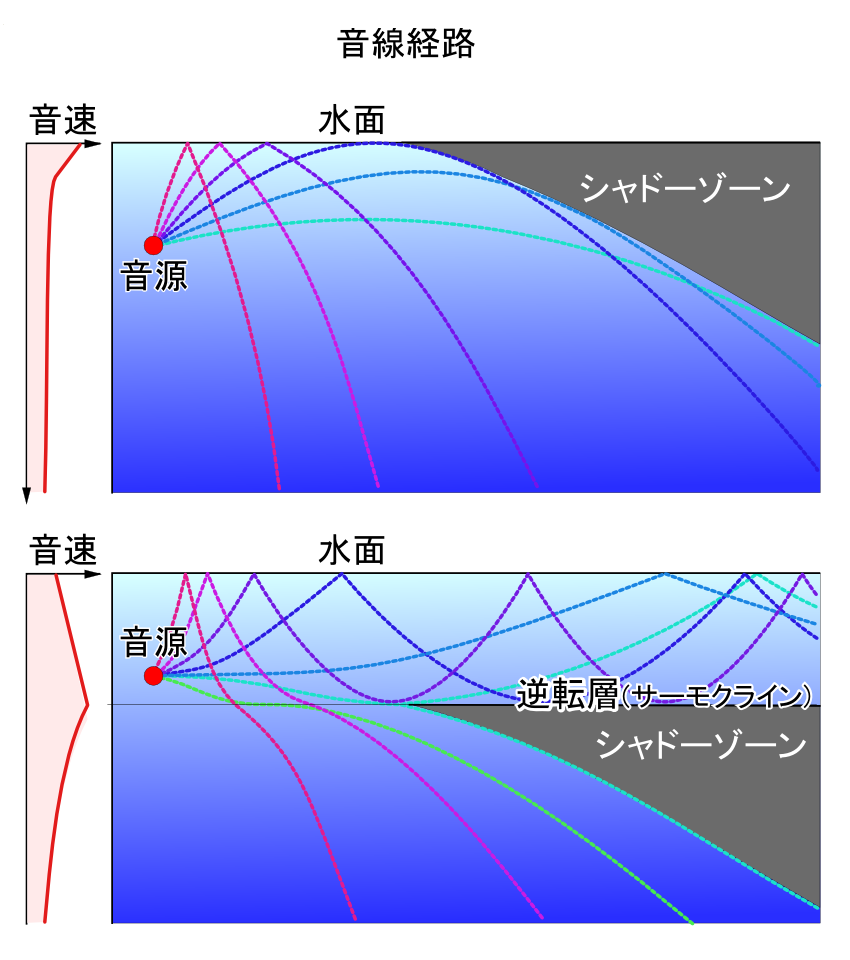
混合層が出現すると、サーフェスダクトによって海面付近への音線の到達は改善する一方、層深より下にシャドウゾーンが出現する。

混合層はサーフェスダクトと称されるサウンドチャネルを形成する。これは海面直下の音速勾配が正の領域により形成されているが、サウンドチャネルの特性として、音線（音の伝播経路）に対して一種のレンズのように働くため、屈折によって鉛直方向に発散しなくなる。すなわち、混合層のなかで発せられた音は混合層のなかにトラップされる。この結果、直接の、すなわち至近距離での音場を超えた距離では、その層の直下の水温躍層内はシャドウゾーンとなり、音線が到達できなくなる。すなわち水温躍層に潜む潜水艦は、サーフェスダクト内のソナーでは探知できないため、混合層下端の深度を知っておくことは対潜戦上重要であり、この深度を特に層深（layer depth）と称する。
また水温躍層の下側でも、水温躍層と深海等温層の境界を音速極小点とするサウンドチャネルが形成されており、これを深海サウンドチャネル（SOFARチャネル）と称する。こちらは海面や海底への反射による音響的損失を生じにくいことから、中程度の音響出力でも非常に長距離の伝搬を期待できるという特性があり、クジラの歌による長距離のコミュニケーションや、SOSUSによる長距離の潜水艦探知に活用されている。